# جون بيرك
جون بيرك (بالإنجليزية: John Burke)‏ (1 يناير 1962 في المملكة المتحدة - ) هو لاعب كرة قدم بريطاني في مركز الظهير. لعب مع نادي إكزتر سيتي ونادي تشستر سيتي وLarkhall Thistle F.C. ‏.